# 彭迪利斯·卡比達路斯
彭迪利斯·卡比達路斯（Pantelis Kapetanos，希臘語：Παντελής Καπετάνος，1983年6月8日—）出生於希臘托里邁達，希臘足球員，司職前鋒。現效力羅馬尼亞球會布加勒斯特星隊。

## AEK雅典
卡比達路斯曾在2006年8月9日，在作客蘇格蘭的赫斯時以頭槌破門，助AEK雅典以2:1擊敗對手，球隊並在次回合大勝對手3:0，球隊終晉級至歐聯小組賽階段。這球是他在AEK雅典最讓人深刻的一球。在效力AEK雅典的最後球季，他只上陣2場且沒有取得入球。

## 布加勒斯特星隊
「對於加盟星隊，我感到萬分榮幸，因為我知道星隊是一支偉大的球隊。我相信加盟星隊絕對是我的足球生涯中一個重要時刻。」彭迪利斯·卡比達路斯在到達布加勒斯特時說。

### 2008/09球季
2008年7月8日，希臘前鋒卡比達路斯正式加盟布加勒斯特星隊，他從AEK雅典以自由轉會形式加盟。卡比達路斯和星隊簽約一年合約，並可選擇多續約兩年。在他於星隊的首季，他便和保丹·施坦古（Bogdan Stancu）並列球隊首席射手。他為星隊貢獻11球，當中8球是在球賽83分鐘後射入的。

### 2009/10球季
星隊管理層決定將卡比達路斯的合約延長兩年。經過半個球季，他成為隊中首席射手，射入13球，當中9球在聯賽、2球在羅馬尼亞盃以及2球在歐霸盃。他在聯賽完成17輪後，暫成羅甲神射手，射入9球。但在聯賽第32輪，安迪·基斯迪亞（Andrei Cristea）取得一球但卡比達路斯無法入球，他只能射入15球，比起射手榜首位基斯迪亞的16球落後。在同一輪賽事，他吃到球季第四張黃牌，因而在尾二輪賽事停賽，而在最後一輪賽事，因他需提早返回國家隊備戰，而避戰最後一輪賽事，因此他的聯賽入球只能以15球完成，而在羅馬尼亞盃多取2球，全季共射入19球。

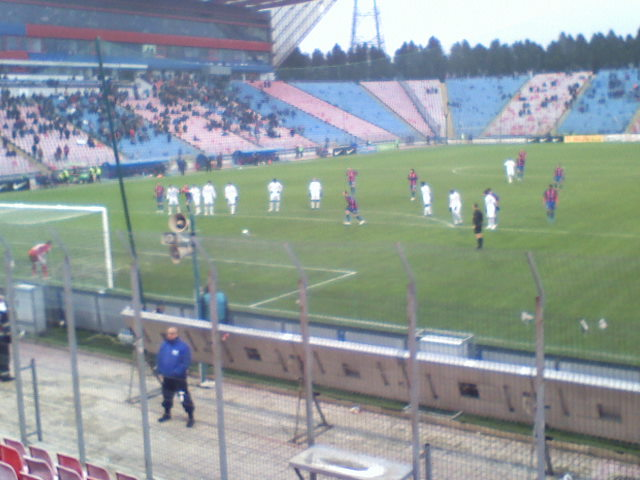
卡比達路斯在聯賽對ICA準備主射十二碼。

## 國家隊
卡比達路斯在對塞內加爾的友賽首次被徵召希臘國家隊。希臘教練列哈格在這場於2010年3月3日舉行的賽事召進他的目的是為了2010年世界盃決賽週試陣，嘗試球隊不同攻擊選擇。2010年6月12日，卡比達路斯首次在世界盃上陣，在分組賽對南韓。

## 外部連結
- 星隊官網個人資料 （页面存档备份，存于）
- 足球生涯於RomanianSoccer.ro （页面存档备份，存于）

| 體育角色                               | 體育角色                                              | 體育角色                      |
| -------------------------------------- | ----------------------------------------------------- | ----------------------------- |
| 前任： 尼古拉·迪加                     | 布加勒斯特星隊首席射手 2008/09 （和 保丹·施坦古並列） | 繼任： ' 彭迪利斯·卡比達路斯' |
| 前任： 彭迪利斯·卡比達路斯 保丹·施坦古 | 布加勒斯特星隊首席射手 2009/10                        | 繼任： 候任                   |